# Morpho lycanor
Morpho lycanor är en fjärilsart som beskrevs av Hans Fruhstorfer. Morpho lycanor ingår i släktet Morpho och familjen praktfjärilar. Inga underarter finns listade i Catalogue of Life.